# Josef Wittlich

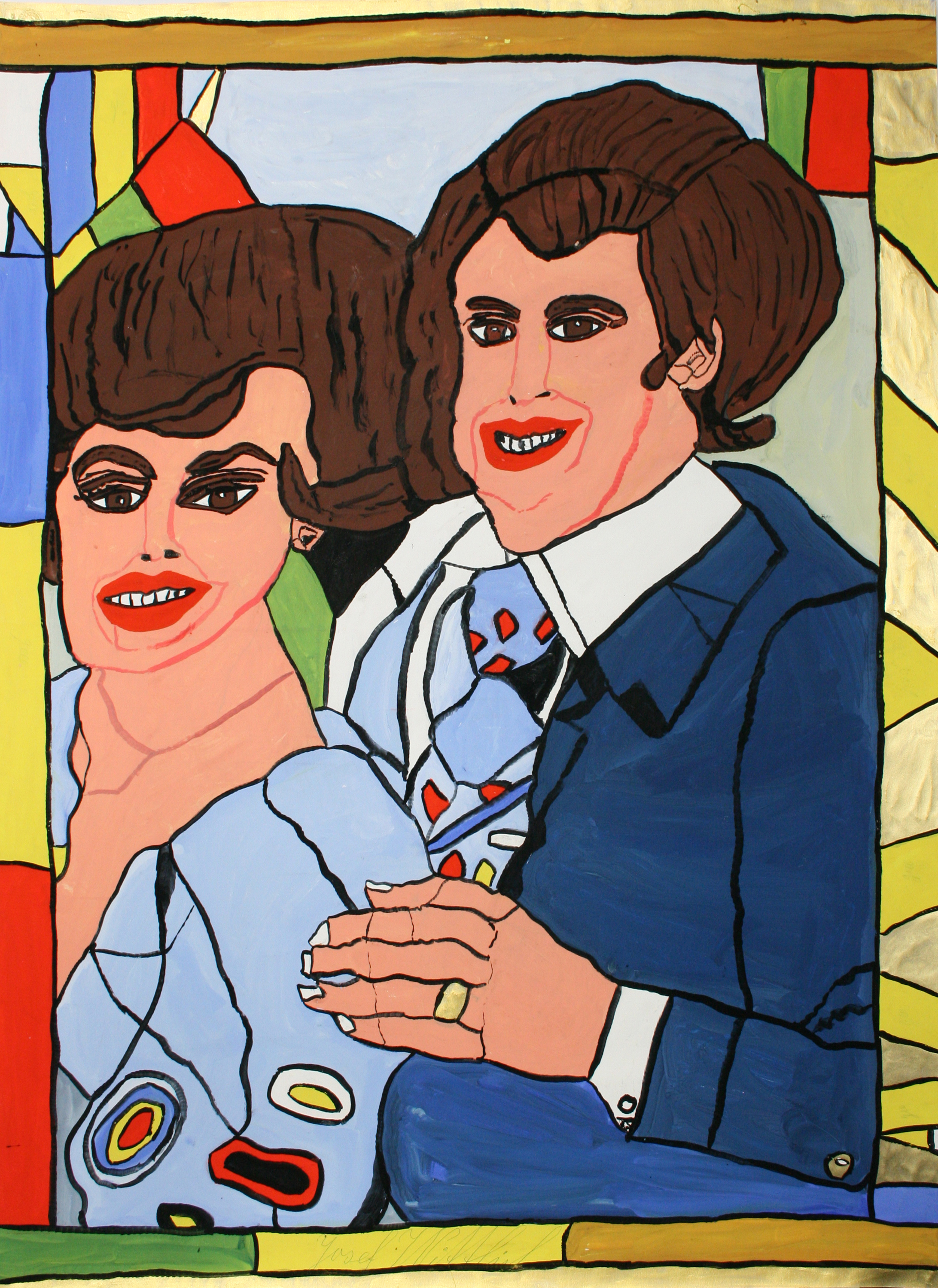
Josef Wittlich: Promipaar vor Flagge

Josef Wittlich (* 26. Februar 1903 in Gladbach im Rheinland; † 21. September 1982 in Höhr-Grenzhausen) war ein deutscher Maler und Vertreter der Naiven Kunst.

## Leben
Wittlich wuchs als Kind eines Knopfmachers in ärmlichen Verhältnissen auf. Schon als Kind zeichnete und malte er. 1920 ging er angeblich zur Fremdenlegion; er arbeitete anschließend einige Jahre als Offiziersbursche in Paris. Zur Zeit der großen Arbeitslosigkeit Ende der 20er Jahre wanderte er durch Osteuropa und tippelte durch Bulgarien und Jugoslawien. 1934 gelangte er nach Nauort und fand Arbeit als Knecht in der Landwirtschaft und im Bimsabbau. In seiner Freizeit malte Josef Wittlich emsig auf Papierbögen. Im Zweiten Weltkrieg wurde er einberufen und geriet in sowjetische Gefangenschaft. Nach der Flucht aus der Kriegsgefangenschaft fand er Arbeit in Kassel, doch zog es ihn nach dem Ende des Krieges wieder nach Nauort.
Von 1948 bis zu seinem Tod arbeitete und lebte er auf dem Werksgelände der Steuler-Werke in Höhr-Grenzhausen. Entdeckt wurden seine Werke während eines Werksbesuchs. Ein Künstler recherchierte für eigene Motive und entdeckte die bunten Bilder Wittlichs. „Die Kunst war bei Steuler überall in der Fabrik präsent. Viele Bilder hat er einfach verschenkt. Denn er malte nicht zum Broterwerb, sondern er tat es gern“.
Josef Wittlich ließ sich von akademischen Gemälden sowie Kriegsbüchern, Fotos aus Versandhauskatalogen und Illustrierten anregen. Die Bilder des Papstes, von Prinzenpaaren und bekannten Persönlichkeiten seiner Zeit waren jedoch nur Vorlage für seine akzentuierten und abstrahierten Abbilder. Die fertigen Werke heftete er mit Reißzwecken an die Wände seines Arbeitsplatzes. Dort fielen sie 1967 dem Künstler Fred Stelzig bei einem Besuch der Fabrik auf. Er wurde von der markanten Handschrift Wittlichs und den schillernden, gleichmäßig aufgetragenen Farben fasziniert. Stelzig ist es zu verdanken, dass Wittlichs reiches Werk das erste Mal 1967 im Württembergischen Kunstverein Stuttgart ausgestellt wurde. Es folgten zahlreiche Einzel- und Gruppenausstellungen im In- und Ausland. Ab 1968 war Wittlich Rentner. Er starb unverheiratet und kinderlos 1982 an einem Herzinfarkt.
Wittlichs Bildwelt umfasst im Wesentlichen drei Motivfelder: Schlachtenbilder und Soldaten, Porträts von Königinnen und Potentaten sowie Bilder von Frauen, insbesondere Mannequins. Wittlichs Malereien wurden bislang vor allem als Outsider-Art rezipiert und seit Ende der 1960er Jahre auch vielfach in Ausstellungen im In- und Ausland gewürdigt. Seine künstlerische Handschrift steht der Pop-Art von Andy Warhol und Roy Lichtenstein, aber auch dem Comic nahe.
Josef Wittlich ist seit 2021 im Kontext der 921 Werke umfassenden „Donation d´Art Brut de Bruno Decharme“ im Centre Pompidou, Paris, vertreten.

## Ausstellungen

### Einzelausstellungen (Auswahl)
- 2014: Galerie Wagner + Partner, Berlin
- 2009: Clemens-Sels-Museum, Neuss
- 2008: Antonnierhaus, Memmingen
- 2007: Wasserwerk, Galerie Lange, Siegburg
- 2007: Museum Haus Cajeth, Heidelberg
- 2006: Galerie Chobot, Wien, Österreich
- 1998: Museum Zander, Bönnigheim
- 1990: Kunstverein, Friedrichshafen
- 1982: Institut Mathildenhöhe, Darmstadt
- 1973: Kunstverein Ulm
- 1968: Galerie Springer, Berlin
- 1967: Württembergischer Kunstverein, Stuttgart

### Gruppenausstellungen (Auswahl)
- 2012: Wasserwerk, Galerie Lange, Siegburg
- 2009: Clemes-Sels Museum, Neuss
- 2005: Museum Kunstpalast, Düsseldorf
- 2004: Museum für Kunst- und Kulturgeschichte, Dortmund
- 2003: Vestiches Museum, Recklinghausen
- 2001: Kunsthaus Wien, Wien
- 2000: Galerie Schloss Oberhausen, Oberhausen
- 1998: Museum Zander, Bönnigheim
- 1995: Kunstmuseum im Ehrenhof, Düsseldorf
- 1992: Kunstverein Friedrichshafen, Friedrichshafen
- 1988: Clemens-Sels-Museum, Neuss
- 1988: Musée du Vieux Chateau, Laval
- 1988: Kunstverein, Hannover
- 1988: Württembergischer Kunstverein, Stuttgart
- 1982: Mathildenhöhe, Darmstadt
- 1981: Altonaer Museum, Hamburg
- 1981: Kulturhistorisches Museum, Bielefeld
- 1979: Roundhouse, London
- 1979: Wasserwerk Lange, Siegburg
- 1977: Kunstverein, Zürich
- 1974: Kunsthalle Zürich
- 1974: Kunstverein Heilbronn
- 1974: Kunsthalle, Recklinghausen
- 1974: Haus der Kunst, München
- 1973: Amos Anderson Museum, Helsinki, Finnland
- 1971: Ruhrfestspiele, Recklinghausen
- 1970: Haus am Waldsee, Berlin
- 1970: Galerie der Stadt Recklinghausen, Recklinghausen
- 1969: Museum Folkwang, Essen
- 1967: Galerie Brusberg, Berlin